# Paweł Idziak
Paweł Maria Idziak (ur. 29 stycznia 1958, zm. 13 kwietnia 2025) – polski matematyk i informatyk, profesor nauk matematycznych.

## Życiorys
Studia z matematyki ukończył na Uniwersytecie Jagiellońskim, gdzie następnie został zatrudniony i zdobywał kolejne awanse akademickie. Stopień doktora uzyskał w 1984 na podstawie pracy pt. Lattice Operations In BCK Algebras, przygotowanej pod kierunkiem prof. Andrzeja Wrońskiego. Habilitował się na Wydziale Filozoficzno-Historycznym UJ w 1990 na podstawie oceny dorobku naukowego i rozprawy pt. Logically Motivated Varieties with Decidable Finite Algebras. Tytuł naukowy profesora nauk matematycznych otrzymał w 2001.  Profesor zwyczajny Katedry Algorytmiki i kierownik w Instytucie Informatyki Analitycznej Wydziału Matematyki i Informatyki Uniwersytetu Jagiellońskiego. Członek m.in. Komitetu Informatyki PAN oraz Centralnej Komisji do Spraw Stopni i Tytułów. Był opiekunem drużyn studenckich z UJ startujących w Akademickich Mistrzostwach Świata w Programowaniu Zespołowym.
Specjalizował się w złożoności obliczeniowej, kryptografii, algebrze, logice, teorii modeli skończonych oraz w metodach i technikach programowania. 
Swoje prace publikował w takich czasopismach jak np. „Journal of the American Mathematical Society”, „Memoirs of the American Mathematical Society”, „Transactions of the American Mathematical Society”, „SIAM Journal on Computing”, „Journal of Logic and Computation”, „Annals of Pure and Applied Logic”, „Journal of Algebra” oraz „Discrete Mathematics”. Redaktor Naczelny „Reports on Mathematical Logic” (1989–2025).
W 2004 został odznaczony Medalem Komisji Edukacji Narodowej.
Pochowany 24 kwietnia 2025 na cmentarzu Pychowice (kwatera X-4-14).